# Kumarella sandroi
Kumarella sandroi är en stekelart som beskrevs av T.C. Narendran och Mohana 2001. Kumarella sandroi ingår i släktet Kumarella och familjen puppglanssteklar. Inga underarter finns listade i Catalogue of Life.